# Lucyna Langer
Lucyna Langer-Kałek (Mysłowice, 9 gennaio 1956) è un'ex ostacolista polacca.
In carriera si è laureata campionessa europea dei 100 metri ostacoli ad Atene nel 1982.

## Palmarès
| Anno | Manifestazione  | Sede              | Evento   | Risultato | Prestazione | Note                  |
| ---- | --------------- | ----------------- | -------- | --------- | ----------- | --------------------- |
| 1978 | Europei         | Praga             | 100 m hs | 5ª        | 12"98       |                       |
| 1979 | Universiadi     | Città del Messico | 100 m hs | Oro       | 12"62       |                       |
| 1980 | Giochi olimpici | Mosca             | 100 m hs | Bronzo    | 12"65       |                       |
| 1980 | Giochi olimpici | Mosca             | 4×100 m  | 7ª        | 43"59       |                       |
| 1982 | Europei         | Atene             | 100 m hs | Oro       | 12"45       | Record dei campionati |
| 1984 | Europei indoor  | Göteborg          | 60 m hs  | Oro       | 7"96        |                       |